# Wederbelegging
De wederbelegging (Frans: le remploi) is een rechtsfiguur uit het Belgische relatievermogensrecht die een echtgenoot toelaat om goederen die tot diens eigen vermogen behoren te herinvesteren met behoud van het eigen karakter ervan. De wederbelegging is geregeld in de artikel 2.3.21 van het Belgische Burgerlijk Wetboek (BW).

## Omschrijving
De techniek van de wederbelegging is relevant voor echtgenoten die gehuwd zijn onder een gemeenschapsstelsel, zoals het wettelijk stelsel of de algehele gemeenschap. Het wettelijk stelsel berust immers op drie vermogens: het eigen vermogen van elk van de echtgenoten en het gemeenschappelijk vermogen (art. 2.3.16 BW).
De wederbelegging laat daarbij toe dat eigen goederen kunnen worden verkocht en dat de opbrengst kan worden geherinvesteerd, zonder dat er afbreuk wordt gedaan aan het eigen karakter van het nieuwe goed. Worden de regels van de wederbelegging niet nageleefd, dan kan het nieuwe goed immers als een gemeenschappelijk goed worden beschouwd en niet langer als een eigen goed, en dit op grond van het vermoeden van gemeenschappelijkheid (art. 2.3.22, §2 BW). Bij de ontbinding van het huwelijksstelsel zal er in die hypothese wel een vergoeding verschuldigd zijn aan het eigen vermogen van de betrokken echtgenoot (art. 2.3.45 BW).

### Onroerende wederbelegging

#### Algemeen
Wenst een echtgenoot eigen goederen te wederbeleggen in een onroerend goed, dan kan hij hiertoe een verklaring afleggen bij de aankoop van het onroerend goed. De echtgenoot dient dan te verklaren dat de aankoop gebeurt als wederbelegging en voor meer dan de helft is betaald met eigen gelden of de opbrengst van de verkoop van eigen goederen (art. 2.3.21, eerste lid BW).

#### Vervroegde wederbelegging
Indien de echtgenoot een onroerend goed verkrijgt en daarmee niet betaalt met eigen gelden maar met gemeenschappelijke gelden, kan een verklaring van vervroegde wederbelegging doen. Kan de echtgenoot vervolgens binnen de twee jaar na de akte meer dan de helft van deze gemeenschappelijke gelden terugbetalen, dan wordt het goed een eigen goed van die echtgenoot. Slaagt de echtgenoot daar niet in, dan blijft het verworven goed een gemeenschappelijk goed (art. 2.3.21, tweede lid BW).

### Roerende wederbelegging
Wenst een echtgenoot eigen goederen te wederbeleggen in een roerend goed, dan is dit nieuwe goed een eigen goed als komt vast te staan dat het nieuwe goed voor meer dan de helft is betaald met eigen gelden of de opbrengst van de verkoop van eigen goederen (art. 2.3.21, derde lid BW).

## Geschiedenis
De wederbelegging werd aanvankelijk geregeld door de artikelen 1402 tot 1404 van het Oud Burgerlijk Wetboek. Bij de invoering van boek 2, titel 3 'Relatievermogensrecht' in het Burgerlijk Wetboek in 2022 werden deze regels hernomen in artikel 2.3.21 BW.